# Митна енциклопедія
«Ми́тна енциклопе́дія» — перше в Україні тритомне зібрання знань про державну митну справу та зовнішньоекономічну діяльність.
Рукопис енциклопедії підготував Державний науково-дослідний інститут митної справи в рамках науково-дослідної роботи «Розбудова митної справи України: витоки, реалії перехід до сталого розвитку», яка виконувалась протягом 2011–14 років.

## Видавничі реквізити
Перше, пілотне видання:
- Митна енциклопедія: У двох томах. Т.1/: Редкол.: … І. Г. Бережнюк (відп. ред.) та ін. — Хмельницький: ПП Мельник А. А., 2013. — 472 с. — (Митна справа в Україні. Т. 22). ISBN 978-966-346-853-2 (серія), ISBN 978-617-7094-09-7 (Літери А — Л)
- Митна енциклопедія: У двох томах. Т.2/: Редкол.: … І. Г. Бережнюк (відп. ред.) та ін. — Хмельницький: ПП Мельник А. А., 2013. — 536 с. — (Митна справа в Україні. Т. 23). ISBN 978-966-346-853-2 (серія), ISBN 978-617-7094-10-3 (Літери М — Я)

Друге видання:
- Митна енциклопедія: У трьох томах. Т.1/: Редкол.: … І. Г. Бережнюк (відп. ред.) та ін. — Хмельницький: ПП Мельник А. А., 2014. — 592 с. — (Митна справа в Україні. Т. 26). ISBN 978-966-346-853-2 (серія) (Літери А — З)
- Митна енциклопедія: У трьох томах. Т.2/: Редкол.: … І. Г. Бережнюк (відп. ред.) та ін. — Хмельницький: ПП Мельник А. А., 2014. — 474 с. — (Митна справа в Україні. Т. 27). ISBN 978-966-346-853-2 (серія) (Літери І — О)
- Митна енциклопедія: У трьох томах. Т.3/: Редкол.: … І. Г. Бережнюк (відп. ред.) та ін. — Хмельницький: ПП Мельник А. А., 2014. — 570 с. — (Митна справа в Україні. Т. 28). ISBN 978-966-346-853-2 (серія) (Літери П — Я)

## Вміст
У виданні систематизовані основні терміни, поняття, визначення, стійкі фразеологічні сполучення, що характеризують суть митної справи, її внутрішнього і зовнішнього середовища, розкритий її зміст для підвищення ефективності комунікації у процесі практичної, наукової та навчальної діяльності в митній та іншій сферах. Статті енциклопедії описують:
- митну термінологію
- відомчі відзнаки,
- історію розвитку митної справи
- осіб керівництва митної служби України,
- базові положення міжнародних правових актів з питань митної справи
- діяльність митних служб зарубіжних країн,
- органи державної влади в Україні
- питання боротьби з контрабандою,
- митні органи,
- офшорні зони,
- кінологічне забезпечення здійснення митної справи,
- зброю,
- культурні цінності тощо.

Структурно «Митна енциклопедія» складається із двох томів, що містять близько 2500 наукових статей, розмішених в алфавітному порядку.
До багатьох статей подано ілюстративний матеріал. Для полегшення необхідної інформації передбачено статті-відсилання, що адресують читача до необхідного терміна.

## Першоджерела
При підготовці «Митної енциклопедії» автори використовували як першоджерела:
- праці українських та зарубіжних науковців і практиків митної справи,
- нормативно-правову базу, що регулює питання здійснення митної справи в Україні та світі.

## Автори
До складу авторського колективу «Митної енциклопедії» увійшли вітчизняні вчені, а також фахівці-практики, що безпосередньо здійснюють державну митну справу.

## Відзнаки
В обласному конкурсі науково дослідних робіт, який проводиться під егідою Хмельницької обласної ради, першу премію у номінації «Гуманітарні НДР» у 2016 отримали митники — науковці Державного науково-дослідного інституту митної справи на чолі з начальником Хмельницької митниці, доктором економічних наук, доцентом Іваном Бережнюком за науково-дослідну роботу «Розбудова митної справи України: витоки, реалії, перехід до сталого розвитку», в рамках якої був підготовлений рукопис енциклопедії. До когорти номінантів конкурсу увійшли також наукові співробітники інституту Ольга Нагорічна, Олександр Фрадинський, Віталій Туржанський, Оксана Яковенко, Людмила Прус та Юрій Медвідь.